# Wereldkampioenschap voetbal onder 17 - 2017
Het FIFA Wereldkampioenschap voetbal onder 17 - 2017 was de zeventiende editie voor spelers tot 17 jaar. Het toernooi werd gespeeld van 6 oktober tot en met 28 oktober 2017 in India.

## Stadions
Op 28 mei 2013 werd bekend dat vier landen zich kandidaat hadden gesteld voor de organisatie van dit toernooi. 
- Azerbeidzjan
- India
- Ierland
- Oezbekistan

De FIFA maakte op 5 december 2013 bekend dat India het toernooi mocht gaan organiseren. De wedstrijden werden gespeeld in vier stadions, in vier verschillende steden.
| Delhi                                      | · Delhi Mumbai Margao Kochi |  |
| Jawaharlal Nehrustadion Capaciteit: 60.000 | · Delhi Mumbai Margao Kochi |  |
| Mumbai                                     | · Delhi Mumbai Margao Kochi |  |
| DY Patil Stadium Capaciteit: 55.000        | · Delhi Mumbai Margao Kochi |  |
| Margao                                     | · Delhi Mumbai Margao Kochi |  |
| Fatordastadion Capaciteit: 24.500          | · Delhi Mumbai Margao Kochi |  |
| Kochi                                      | · Delhi Mumbai Margao Kochi |  |
| Jawaharlal Nehrustadion Capaciteit: 75.000 | · Delhi Mumbai Margao Kochi |  |

## Gekwalificeerde landen
| Confederatie                                   | Kwalificatietoernooi                                                                     | Gekwalificeerde landen                      |
| ---------------------------------------------- | ---------------------------------------------------------------------------------------- | ------------------------------------------- |
| AFC (Azië)                                     | Aziatisch kampioenschap voetbal onder 16 - 2016 India, 15 september – 2 oktober 2016     | Irak Japan Iran Noord-Korea                 |
| CAF (Afrika)                                   | Afrikaans kampioenschap voetbal onder 17 - 2017 Gabon, 14–28 mei 2017                    | Mali Guinee Ghana Niger                     |
| CONCACAF (Noord, Centraal-Amerika & Caribbean) | CONCACAF-kampioenschap voetbal onder 17 - 2017 Panama, 21 april – 7 mei 2017             | Mexico Costa Rica Verenigde Staten Honduras |
| CONMEBOL (Zuid-Amerika)                        | Zuid-Amerikaans kampioenschap voetbal onder 17 - 2017 Chili, 23 februari – 19 maart 2017 | Brazilië Chili Colombia Paraguay            |
| OFC (Oceanië)                                  | Oceanisch kampioenschap voetbal onder 17 - 2017 Tahiti, 11–24 februari 2017              | Nieuw-Zeeland Nieuw-Caledonië               |
| UEFA (Europa)                                  | Europees kampioenschap voetbal mannen onder 17 - 2017 Kroatië, 3–19 mei 2017             | Engeland Spanje Turkije Frankrijk Duitsland |
| Gastland                                       | Gastland                                                                                 | India                                       |

## Eindronde

### Loting
De loting vond plaats op 7 juli 2017 in Mumbai.

#### Potindeling
De 24 landen werden in vier potten ingedeeld.
| Pot 1                                          | Pot 2                                                     | Pot 3                                                 | Pot 4                                             |
| ---------------------------------------------- | --------------------------------------------------------- | ----------------------------------------------------- | ------------------------------------------------- |
| India Mexico Brazilië Duitsland Mali Frankrijk | Spanje Japan Nieuw-Zeeland Engeland Iran Verenigde Staten | Costa Rica Noord-Korea Honduras Irak Turkije Colombia | Chili Paraguay Ghana Guinea Niger Nieuw-Caledonië |

## Groepsfase

### Groep A
Alle tijden zijn in UTC+5:30.
| Pos | Land             | Wed | Win | Gel | Ver | DV | DT | +/− | Pnt |
| --- | ---------------- | --- | --- | --- | --- | -- | -- | --- | --- |
| 1   | Ghana            | 3   | 2   | 0   | 1   | 5  | 1  | +4  | 6   |
| 2   | Colombia         | 3   | 2   | 0   | 1   | 5  | 3  | +2  | 6   |
| 3   | Verenigde Staten | 3   | 2   | 0   | 1   | 5  | 3  | +2  | 6   |
| 4   | India            | 3   | 0   | 0   | 3   | 1  | 9  | -8  | 0   |

|                          |          |                  |           |                                                                                    |
| 6 oktober 2017 17:00 uur | Colombia | 0 – 1            | Ghana     | Jawaharlal Nehrustadion, Delhi Toeschouwers: 24.300 Scheidsrechter: Clément Turpin |
| 6 oktober 2017 17:00 uur |          | Wedstrijdverslag | 39' Sadiq | Jawaharlal Nehrustadion, Delhi Toeschouwers: 24.300 Scheidsrechter: Clément Turpin |

|                          |       |                  |                                           |                                                                                 |
| 6 oktober 2017 20:00 uur | India | 0 – 3            | Verenigde Staten                          | Jawaharlal Nehrustadion, Delhi Toeschouwers: 46.351 Scheidsrechter: Gery Vargas |
| 6 oktober 2017 20:00 uur |       | Wedstrijdverslag | 30' (Pen) Sargent 51' Durkin 84' Carleton | Jawaharlal Nehrustadion, Delhi Toeschouwers: 46.351 Scheidsrechter: Gery Vargas |

|                          |       |                  |                  |                                                                                             |
| 9 oktober 2017 17:00 uur | Ghana | 0 – 1            | Verenigde Staten | Jawaharlal Nehrustadion, Delhi Toeschouwers: 17.500 Scheidsrechter: Anastasios Sidiropoulos |
| 9 oktober 2017 17:00 uur |       | Wedstrijdverslag | 75' Akinola      | Jawaharlal Nehrustadion, Delhi Toeschouwers: 17.500 Scheidsrechter: Anastasios Sidiropoulos |

|                          |                |                  |                   |                                                                                     |
| 9 oktober 2017 20:00 uur | India          | 1 – 2            | Colombia          | Jawaharlal Nehrustadion, Delhi Toeschouwers: 48.184 Scheidsrechter: Ricardo Montero |
| 9 oktober 2017 20:00 uur | Thounaojam 82' | Wedstrijdverslag | 49', 83' Peñaloza | Jawaharlal Nehrustadion, Delhi Toeschouwers: 48.184 Scheidsrechter: Ricardo Montero |

|                           |                  |                  |                                   |                                                                                 |
| 12 oktober 2017 20:00 uur | Verenigde Staten | 1 – 3            | Colombia                          | DY Patil Stadium, Mumbai Toeschouwers: 22.263 Scheidsrechter: Artur Soares Dias |
| 12 oktober 2017 20:00 uur | Acosta 24'       | Wedstrijdverslag | 3' Vidal 67' Peñaloza 87' Caicedo | DY Patil Stadium, Mumbai Toeschouwers: 22.263 Scheidsrechter: Artur Soares Dias |

|                           |       |                  |                                   |                                                                                        |
| 12 oktober 2017 20:00 uur | Ghana | 4 – 0            | India                             | Jawaharlal Nehrustadion, Delhi Toeschouwers: 52.614 Scheidsrechter: Abdelkader Zitouni |
| 12 oktober 2017 20:00 uur |       | Wedstrijdverslag | 43', 52' Ayiah 86' Danso 87' Toku | Jawaharlal Nehrustadion, Delhi Toeschouwers: 52.614 Scheidsrechter: Abdelkader Zitouni |

### Groep B
Alle tijden zijn in UTC+5:30.
| Pos | Land          | Wed | Win | Gel | Ver | DV | DT | +/− | Pnt |
| --- | ------------- | --- | --- | --- | --- | -- | -- | --- | --- |
| 1   | Paraguay      | 3   | 3   | 0   | 0   | 10 | 5  | +5  | 9   |
| 2   | Mali          | 3   | 2   | 0   | 1   | 8  | 4  | +4  | 6   |
| 3   | Nieuw-Zeeland | 3   | 0   | 1   | 2   | 4  | 8  | -4  | 1   |
| 4   | Turkije       | 3   | 0   | 1   | 2   | 2  | 7  | -5  | 1   |

|                          |               |                  |            |                                                                         |
| 6 oktober 2017 17:00 uur | Nieuw-Zeeland | 1 – 1            | Turkije    | DY Patil Stadium, Mumbai Toeschouwers: 9.727 Scheidsrechter: John Pitti |
| 6 oktober 2017 17:00 uur | Mata 58'      | Wedstrijdverslag | 18' Kutucu | DY Patil Stadium, Mumbai Toeschouwers: 9.727 Scheidsrechter: John Pitti |

|                          |                                             |                  |                      |                                                                                 |
| 6 oktober 2017 20:00 uur | Paraguay                                    | 3 – 2            | Mali                 | DY Patil Stadium, Mumbai Toeschouwers: 25.342 Scheidsrechter: Artur Soares Dias |
| 6 oktober 2017 20:00 uur | Galeano 12' Sanchez 17' Rodriguez 55' (Pen) | Wedstrijdverslag | 20' Dramé 34' Ndiaye | DY Patil Stadium, Mumbai Toeschouwers: 25.342 Scheidsrechter: Artur Soares Dias |

|                          |         |                  |                                  |                                                                                   |
| 9 oktober 2017 17:00 uur | Turkije | 0 – 3            | Mali                             | DY Patil Stadium, Mumbai Toeschouwers: 18.323 Scheidsrechter: Muhammad Bin Jahari |
| 9 oktober 2017 17:00 uur |         | Wedstrijdverslag | 38' Traoré 68' Ndiaye 86' Konaté | DY Patil Stadium, Mumbai Toeschouwers: 18.323 Scheidsrechter: Muhammad Bin Jahari |

|                          |                                        |                  |                               |                                                                                     |
| 9 oktober 2017 20:00 uur | Paraguay                               | 4 – 2            | Nieuw-Zeeland                 | DY Patil Stadium, Mumbai Toeschouwers: 20.877 Scheidsrechter: Bamlak Tessema Weyesa |
| 9 oktober 2017 20:00 uur | Rodríguez 2' Vega 75', 78' Armoa 90+1' | Wedstrijdverslag | 20' (e.d.), 34' (e.d.) Duarte | DY Patil Stadium, Mumbai Toeschouwers: 20.877 Scheidsrechter: Bamlak Tessema Weyesa |

|                           |                                        |                  |               |                                                                                             |
| 12 oktober 2017 17:00 uur | Mali                                   | 3 – 1            | Nieuw-Zeeland | Jawaharlal Nehrustadion, Delhi Toeschouwers: 23.112 Scheidsrechter: Anastasios Sidiropoulos |
| 12 oktober 2017 17:00 uur | Salam Jiddou 18' Traoré 50' Ndiaye 82' | Wedstrijdverslag | 72' Spragg    | Jawaharlal Nehrustadion, Delhi Toeschouwers: 23.112 Scheidsrechter: Anastasios Sidiropoulos |

|                           |              |                  |                                    |                                                                         |
| 12 oktober 2017 17:00 uur | Turkije      | 1 – 3            | Paraguay                           | DY Patil Stadium, Mumbai Toeschouwers: 8.895 Scheidsrechter: Ryuji Sato |
| 12 oktober 2017 17:00 uur | Kesgin 90+3' | Wedstrijdverslag | 41' Bogado 43' Cardozo 61' Galeano | DY Patil Stadium, Mumbai Toeschouwers: 8.895 Scheidsrechter: Ryuji Sato |

### Groep C
Alle tijden zijn in UTC+5:30.
| Pos | Land       | Wed | Win | Gel | Ver | DV | DT | +/− | Pnt |
| --- | ---------- | --- | --- | --- | --- | -- | -- | --- | --- |
| 1   | Iran       | 3   | 3   | 0   | 0   | 10 | 1  | +9  | 9   |
| 2   | Duitsland  | 3   | 2   | 0   | 1   | 5  | 6  | -1  | 6   |
| 3   | Guinee     | 3   | 0   | 1   | 2   | 4  | 8  | -4  | 1   |
| 4   | Costa Rica | 3   | 0   | 1   | 2   | 3  | 7  | -4  | 1   |

|                          |                   |                  |            |                                                                               |
| 7 oktober 2017 17:00 uur | Duitsland         | 2 – 1            | Costa Rica | Fatordastadion, Margao Toeschouwers: 12.329 Scheidsrechter: Mehdi Abid Charef |
| 7 oktober 2017 17:00 uur | Arp 21' Awuku 89' | Wedstrijdverslag | 64' Gómez  | Fatordastadion, Margao Toeschouwers: 12.329 Scheidsrechter: Mehdi Abid Charef |

|                          |                                         |                  |             |                                                                         |
| 7 oktober 2017 20:00 uur | Iran                                    | 3 – 1            | Guinee      | Fatordastadion, Margao Toeschouwers: 12.329 Scheidsrechter: José Argote |
| 7 oktober 2017 20:00 uur | Sayyad 59' Sharifi 70' (Pen) Karimi 90' | Wedstrijdverslag | 90+1' Touré | Fatordastadion, Margao Toeschouwers: 12.329 Scheidsrechter: José Argote |

|                           |                       |                  |                      |                                                                         |
| 10 oktober 2017 17:00 uur | Costa Rica            | 2 – 2            | Guinee               | Fatordastadion, Margao Toeschouwers: 6.717 Scheidsrechter: Bobby Madden |
| 10 oktober 2017 17:00 uur | Jarquin 26' Gómez 67' | Wedstrijdverslag | 30' Touré 81' Soumah | Fatordastadion, Margao Toeschouwers: 6.717 Scheidsrechter: Bobby Madden |

|                           |                                      |                  |           |                                                                         |
| 10 oktober 2017 20:00 uur | Iran                                 | 4 – 0            | Duitsland | Fatordastadion, Margao Toeschouwers: 8.267 Scheidsrechter: Jair Marrufo |
| 10 oktober 2017 20:00 uur | Delfi 6', 42' Sayyad 49' Namdari 75' | Wedstrijdverslag |           | Fatordastadion, Margao Toeschouwers: 8.267 Scheidsrechter: Jair Marrufo |

|                           |            |                  |                                   |                                                                               |
| 13 oktober 2017 17:00 uur | Guinee     | 1 – 3            | Duitsland                         | Jawaharlal Nehrustadion, Kochi Toeschouwers: 9.250 Scheidsrechter: John Pitti |
| 13 oktober 2017 17:00 uur | Soumah 26' | Wedstrijdverslag | 8' Arp 62' Kühn 90+2' (Pen) Cetin | Jawaharlal Nehrustadion, Kochi Toeschouwers: 9.250 Scheidsrechter: John Pitti |

|                           |            |                  |                                                      |                                                                                |
| 13 oktober 2017 17:00 uur | Costa Rica | 0 – 3            | Iran                                                 | Fatordastadion, Margao Toeschouwers: 8.549 Scheidsrechter: Hamada Nampiandraza |
| 13 oktober 2017 17:00 uur |            | Wedstrijdverslag | 25' (pen) Ghobeishavi 29' (pen) Shariati 89' Sardari | Fatordastadion, Margao Toeschouwers: 8.549 Scheidsrechter: Hamada Nampiandraza |

### Groep D
Alle tijden zijn in UTC+5:30.
| Pos | Land        | Wed | Win | Gel | Ver | DV | DT | +/− | Pnt |
| --- | ----------- | --- | --- | --- | --- | -- | -- | --- | --- |
| 1   | Brazilië    | 3   | 3   | 0   | 0   | 6  | 1  | +5  | 9   |
| 2   | Spanje      | 3   | 2   | 0   | 1   | 7  | 2  | +5  | 6   |
| 3   | Niger       | 3   | 1   | 0   | 2   | 1  | 6  | -5  | 3   |
| 4   | Noord-Korea | 3   | 0   | 0   | 3   | 0  | 5  | -5  | 0   |

|                          |                      |                  |                  |                                                                                     |
| 7 oktober 2017 17:00 uur | Brazilië             | 2 – 1            | Spanje           | Jawaharlal Nehrustadion, Kochi Toeschouwers: 21.362 Scheidsrechter: Nawaf Shukralla |
| 7 oktober 2017 17:00 uur | Lincoln 25' Paulinho | Wedstrijdverslag | 5' (e.d.) Wesley | Jawaharlal Nehrustadion, Kochi Toeschouwers: 21.362 Scheidsrechter: Nawaf Shukralla |

|                          |             |                  |                  |                                                                                       |
| 7 oktober 2017 20:00 uur | Noord-Korea | 0 – 1            | Niger            | Jawaharlal Nehrustadion, Kochi Toeschouwers: 2.754 Scheidsrechter: Abdelkader Zitouni |
| 7 oktober 2017 20:00 uur |             | Wedstrijdverslag | 59' Abdourahmane | Jawaharlal Nehrustadion, Kochi Toeschouwers: 2.754 Scheidsrechter: Abdelkader Zitouni |

|                           |                                     |                  |       |                                                                                    |
| 10 oktober 2017 17:00 uur | Spanje                              | 4 – 0            | Niger | Jawaharlal Nehrustadion, Kochi Toeschouwers: 7.926 Scheidsrechter: Enrique Cáceres |
| 10 oktober 2017 17:00 uur | Ruiz 21', 41' César 45+1' Gómez 82' | Wedstrijdverslag |       | Jawaharlal Nehrustadion, Kochi Toeschouwers: 7.926 Scheidsrechter: Enrique Cáceres |

|                           |             |                  |                          |                                                                                   |
| 10 oktober 2017 20:00 uur | Noord-Korea | 0 – 2            | Brazilië                 | Jawaharlal Nehrustadion, Kochi Toeschouwers: 15.314 Scheidsrechter: Slavko Vinčić |
| 10 oktober 2017 20:00 uur |             | Wedstrijdverslag | 56' Lincoln 61' Paulinho | Jawaharlal Nehrustadion, Kochi Toeschouwers: 15.314 Scheidsrechter: Slavko Vinčić |

|                           |                        |                  |             |                                                                                 |
| 13 oktober 2017 20:00 uur | Spanje                 | 2 – 0            | Noord-Korea | Jawaharlal Nehrustadion, Kochi Toeschouwers: 14.544 Scheidsrechter: José Argote |
| 13 oktober 2017 20:00 uur | Moukhliss 4' César 71' | Wedstrijdverslag |             | Jawaharlal Nehrustadion, Kochi Toeschouwers: 14.544 Scheidsrechter: José Argote |

|                           |       |                  |                        |                                                                           |
| 13 oktober 2017 20:00 uur | Niger | 0 – 2            | Brazilië               | Fatordastadion, Margao Toeschouwers: 15.830 Scheidsrechter: Robert Madden |
| 13 oktober 2017 20:00 uur |       | Wedstrijdverslag | 4' Lincoln 34' Brenner | Fatordastadion, Margao Toeschouwers: 15.830 Scheidsrechter: Robert Madden |

### Groep E
Alle tijden zijn in UTC+5:30.
| Pos | Land            | Wed | Win | Gel | Ver | DV | DT | +/− | Pnt |
| --- | --------------- | --- | --- | --- | --- | -- | -- | --- | --- |
| 1   | Frankrijk       | 3   | 3   | 0   | 0   | 14 | 3  | +11 | 9   |
| 2   | Japan           | 3   | 1   | 1   | 1   | 8  | 4  | +4  | 4   |
| 3   | Honduras        | 3   | 1   | 0   | 2   | 7  | 11 | -4  | 3   |
| 4   | Nieuw-Caledonië | 3   | 0   | 1   | 2   | 2  | 13 | -11 | 1   |

|                          |                 |                  |                                                                                      |                                                                                                   |
| 8 oktober 2017 17:00 uur | Nieuw-Caledonië | 1 – 7            | Frankrijk                                                                            | Indira Gandhi Athletic Stadium, Guwahati Toeschouwers: 12.640 Scheidsrechter: Hamada Nampiandraza |
| 8 oktober 2017 17:00 uur | Wadenges 90'    | Wedstrijdverslag | 5' (e.d.) Iwa 19', 33' Gouiri 30' Gomes 40' Caqueret 43' (e.d.) Wanesse 90+1' Isidor | Indira Gandhi Athletic Stadium, Guwahati Toeschouwers: 12.640 Scheidsrechter: Hamada Nampiandraza |

|                          |              |                  |                                                          |                                                                                              |
| 8 oktober 2017 20:00 uur | Honduras     | 1 – 6            | Japan                                                    | Indira Gandhi Athletic Stadium, Guwahati Toeschouwers: 13.285 Scheidsrechter: Anthony Taylor |
| 8 oktober 2017 20:00 uur | Palacios 36' | Wedstrijdverslag | 22', 30', 43' Nakamura 45' Kuba 51' Miyashiro 90' Suzuki | Indira Gandhi Athletic Stadium, Guwahati Toeschouwers: 13.285 Scheidsrechter: Anthony Taylor |

|                           |                 |                  |                     |                                                                                          |
| 11 oktober 2017 17:00 uur | Frankrijk       | 2 – 1            | Japan               | Indira Gandhi Athletic Stadium, Guwahati Toeschouwers: 9.575 Scheidsrechter: Gery Vargas |
| 11 oktober 2017 17:00 uur | Gouiri 13', 71' | Wedstrijdverslag | 73' (Pen) Miyashiro | Indira Gandhi Athletic Stadium, Guwahati Toeschouwers: 9.575 Scheidsrechter: Gery Vargas |

|                           |                                              |                  |                 |                                                                                                 |
| 11 oktober 2017 20:00 uur | Honduras                                     | 5 – 0            | Nieuw-Caledonië | Indira Gandhi Athletic Stadium, Guwahati Toeschouwers: 11.002 Scheidsrechter: Mehdi Abid Charef |
| 11 oktober 2017 20:00 uur | Mejia 25', 42' Canales 27' Palacios 51', 88' | Wedstrijdverslag |                 | Indira Gandhi Athletic Stadium, Guwahati Toeschouwers: 11.002 Scheidsrechter: Mehdi Abid Charef |

|                           |                                           |                  |           |                                                                                                   |
| 14 oktober 2017 17:00 uur | Frankrijk                                 | 5 – 1            | Honduras  | Indira Gandhi Athletic Stadium, Guwahati Toeschouwers: 12.831 Scheidsrechter: Muhammad Bin Jahari |
| 14 oktober 2017 17:00 uur | Isidor 14' Flips 23', 64' Gouiri 79', 86' | Wedstrijdverslag | 10' Mejia | Indira Gandhi Athletic Stadium, Guwahati Toeschouwers: 12.831 Scheidsrechter: Muhammad Bin Jahari |

|                           |             |                  |                 |                                                                                 |
| 14 oktober 2017 17:00 uur | Japan       | 1 – 1            | Nieuw-Caledonië | Salt Lake Stadium, Calcutta Toeschouwers: 44.685 Scheidsrechter: Esther Staubli |
| 14 oktober 2017 17:00 uur | Nakamura 7' | Wedstrijdverslag | 83' Jeno        | Salt Lake Stadium, Calcutta Toeschouwers: 44.685 Scheidsrechter: Esther Staubli |

### Groep F
Alle tijden zijn in UTC+5:30.
| Pos | Land     | Wed | Win | Gel | Ver | DV | DT | +/− | Pnt |
| --- | -------- | --- | --- | --- | --- | -- | -- | --- | --- |
| 1   | Engeland | 3   | 3   | 0   | 0   | 11 | 2  | +9  | 9   |
| 2   | Irak     | 3   | 1   | 1   | 1   | 4  | 5  | -1  | 4   |
| 3   | Mexico   | 3   | 0   | 2   | 1   | 3  | 4  | -1  | 2   |
| 4   | Chili    | 3   | 0   | 1   | 2   | 0  | 7  | -7  | 0   |

|                          |       |                  |                                          |                                                                             |
| 8 oktober 2017 17:00 uur | Chili | 0 – 4            | Engeland                                 | Salt Lake Stadium, Calcutta Toeschouwers: 46.154 Scheidsrechter: Ryuji Sato |
| 8 oktober 2017 17:00 uur |       | Wedstrijdverslag | 5' Hudson-Odoi 51', 60' Sancho 81' Gomes | Salt Lake Stadium, Calcutta Toeschouwers: 46.154 Scheidsrechter: Ryuji Sato |

|                          |            |                  |                |                                                                                 |
| 8 oktober 2017 20:00 uur | Irak       | 1 – 1            | Mexico         | Salt Lake Stadium, Calcutta Toeschouwers: 55.800 Scheidsrechter: Ovidiu Hategan |
| 8 oktober 2017 20:00 uur | Dawood 16' | Wedstrijdverslag | 51' De la Rosa | Salt Lake Stadium, Calcutta Toeschouwers: 55.800 Scheidsrechter: Ovidiu Hategan |

|                           |                                         |                  |                 |                                                                                  |
| 11 oktober 2017 17:00 uur | Engeland                                | 3 – 2            | Mexico          | Salt Lake Stadium, Calcutta Toeschouwers: 48.620 Scheidsrechter: Nawaf Shukralla |
| 11 oktober 2017 17:00 uur | Brewster 39' Foden 48' Sancho 55' (Pen) | Wedstrijdverslag | 65', 72' Lainez | Salt Lake Stadium, Calcutta Toeschouwers: 48.620 Scheidsrechter: Nawaf Shukralla |

|                           |                                    |                  |       |                                                                                 |
| 11 oktober 2017 20:00 uur | Irak                               | 3 – 0            | Chili | Salt Lake Stadium, Calcutta Toeschouwers: 50.286 Scheidsrechter: Clément Turpin |
| 11 oktober 2017 20:00 uur | Dawood 6', 68' Valencia 81' (e.d.) | Wedstrijdverslag |       | Salt Lake Stadium, Calcutta Toeschouwers: 50.286 Scheidsrechter: Clément Turpin |

|                           |                  |       |       |                                                                                             |
| 14 oktober 2017 20:00 uur | Mexico           | 0 – 0 | Chili | Indira Gandhi Athletic Stadium, Guwahati Toeschouwers: 15.794 Scheidsrechter: Slavko Vincic |
| 14 oktober 2017 20:00 uur | Wedstrijdverslag |       |       | Indira Gandhi Athletic Stadium, Guwahati Toeschouwers: 15.794 Scheidsrechter: Slavko Vincic |

|                           |                                          |                  |      |                                                                               |
| 14 oktober 2017 20:00 uur | Engeland                                 | 4 – 0            | Irak | Salt Lake Stadium, Calcutta Toeschouwers: 56.372 Scheidsrechter: Jair Marrufo |
| 14 oktober 2017 20:00 uur | Gomes 11' Smith Rowe 57' Loader 59', 71' | Wedstrijdverslag |      | Salt Lake Stadium, Calcutta Toeschouwers: 56.372 Scheidsrechter: Jair Marrufo |

### Ranking teams derde plaats
De vier beste derde geplaatste teams zijn ook gekwalificeerd voor de knock-outfase. Deze ranking komt als volgt tot stand: 
1. Behaalde punten tijdens de groepsduels;
2. Doelsaldo;
3. Gescoorde doelpunten tijden de groepsduels;
4. Fair play-punten;
5. Loting.

| Pos | Land             | Wed | Win | Gel | Ver | DV | DT | +/− | Pnt |
| --- | ---------------- | --- | --- | --- | --- | -- | -- | --- | --- |
| 1   | Verenigde Staten | 3   | 2   | 0   | 1   | 5  | 3  | +2  | 6   |
| 2   | Honduras         | 3   | 1   | 0   | 2   | 7  | 11 | -4  | 3   |
| 3   | Niger            | 3   | 1   | 0   | 2   | 1  | 6  | -5  | 3   |
| 4   | Mexico           | 3   | 0   | 2   | 1   | 3  | 4  | -1  | 2   |
| 5   | Nieuw-Zeeland    | 3   | 0   | 1   | 2   | 4  | 8  | -4  | 1   |
| 6   | Guinee           | 3   | 0   | 1   | 2   | 4  | 8  | -4  | 1   |

## Knock-outfase
|  | Achtste finale        | Achtste finale        |                       |       | Kwartfinale  | Kwartfinale  |                       |                       | Halve finale | Halve finale |  |  | Finale | Finale |
|  |                       |                       |                       |       |              |              |                       |                       |              |              |  |  |        |        |
|  | 16 oktober – Delhi    |                       |                       |       |              |              |                       |                       |              |              |  |  |        |        |
|  |                       |                       |                       |       |              |              |                       |                       |              |              |  |  |        |        |
|  | Colombia              | 0                     |                       |       |              |              |                       |                       |              |              |  |  |        |        |
|  | Colombia              | 0                     | 22 oktober – Calcutta |       |              |              |                       |                       |              |              |  |  |        |        |
|  | Duitsland             | 4                     |                       |       |              |              |                       |                       |              |              |  |  |        |        |
|  | Duitsland             | 4                     | Duitsland             | 1     |              |              |                       |                       |              |              |  |  |        |        |
|  | 18 oktober – Kochi    |                       | Duitsland             | 1     |              |              |                       |                       |              |              |  |  |        |        |
|  |                       | Brazilië              | 2                     |       |              |              |                       |                       |              |              |  |  |        |        |
|  | Brazilië              | Brazilië              | 2                     | 3     |              |              |                       |                       |              |              |  |  |        |        |
|  | Brazilië              |                       | 25 oktober – Calcutta | 3     |              |              |                       |                       |              |              |  |  |        |        |
|  | Honduras              | 0                     |                       |       |              |              |                       |                       |              |              |  |  |        |        |
|  | Honduras              | 0                     | Brazilië              | 1     |              |              |                       |                       |              |              |  |  |        |        |
|  | 16 oktober – Delhi    |                       | Brazilië              | 1     |              |              |                       |                       |              |              |  |  |        |        |
|  |                       | Engeland              | 3                     |       |              |              |                       |                       |              |              |  |  |        |        |
|  | Paraguay              | Engeland              | 3                     | 0     |              |              |                       |                       |              |              |  |  |        |        |
|  | Paraguay              | 21 oktober – Margao   |                       | 0     |              |              |                       |                       |              |              |  |  |        |        |
|  | Verenigde Staten      | 5                     |                       |       |              |              |                       |                       |              |              |  |  |        |        |
|  | Verenigde Staten      | 5                     | Verenigde Staten      | 1     |              |              |                       |                       |              |              |  |  |        |        |
|  | 17 oktober – Calcutta |                       | Verenigde Staten      | 1     |              |              |                       |                       |              |              |  |  |        |        |
|  |                       | Engeland              | 4                     |       |              |              |                       |                       |              |              |  |  |        |        |
|  | Engeland              | Engeland              | 4                     | 0 (5) |              |              |                       |                       |              |              |  |  |        |        |
|  | Engeland              |                       | 28 oktober – Calcutta | 0 (5) |              |              |                       |                       |              |              |  |  |        |        |
|  | Japan                 | 0 (3)                 |                       |       |              |              |                       |                       |              |              |  |  |        |        |
|  | Japan                 | 0 (3)                 | Engeland              | 5     |              |              |                       |                       |              |              |  |  |        |        |
|  | 17 oktober – Margao   |                       | Engeland              | 5     |              |              |                       |                       |              |              |  |  |        |        |
|  |                       | Spanje                | 2                     |       |              |              |                       |                       |              |              |  |  |        |        |
|  | Mali                  | Spanje                | 2                     | 5     |              |              |                       |                       |              |              |  |  |        |        |
|  | Mali                  | 21 oktober – Guwahati |                       | 5     |              |              |                       |                       |              |              |  |  |        |        |
|  | Irak                  | 1                     |                       |       |              |              |                       |                       |              |              |  |  |        |        |
|  | Irak                  | 1                     | Mali                  | 2     |              |              |                       |                       |              |              |  |  |        |        |
|  | 18 oktober – Mumbai   |                       | Mali                  | 2     |              |              |                       |                       |              |              |  |  |        |        |
|  |                       | Ghana                 | 1                     |       |              |              |                       |                       |              |              |  |  |        |        |
|  | Ghana                 | Ghana                 | 1                     | 2     |              |              |                       |                       |              |              |  |  |        |        |
|  | Ghana                 |                       | 25 oktober – Mumbai   | 2     |              |              |                       |                       |              |              |  |  |        |        |
|  | Niger                 | 0                     |                       |       |              |              |                       |                       |              |              |  |  |        |        |
|  | Niger                 | 0                     | Mali                  | 1     |              |              |                       |                       |              |              |  |  |        |        |
|  | 17 oktober – Guwahati |                       | Mali                  | 1     |              |              |                       |                       |              |              |  |  |        |        |
|  |                       | Spanje                | 3                     |       | 3e/4e plaats | 3e/4e plaats |                       |                       |              |              |  |  |        |        |
|  | Frankrijk             | Spanje                | 3                     | 1     | 3e/4e plaats | 3e/4e plaats |                       |                       |              |              |  |  |        |        |
|  | Frankrijk             | 22 oktober – Kochi    | 22 oktober – Kochi    | 1     |              |              | 28 oktober – Calcutta | 28 oktober – Calcutta |              |              |  |  |        |        |
|  | Spanje                | 22 oktober – Kochi    | 22 oktober – Kochi    | 2     |              |              | 28 oktober – Calcutta | 28 oktober – Calcutta |              |              |  |  |        |        |
|  | Spanje                | Spanje                | 3                     | 2     | Brazilië     | 2            |                       |                       |              |              |  |  |        |        |
|  | 17 oktober – Margao   | Spanje                | 3                     |       | Brazilië     | 2            |                       |                       |              |              |  |  |        |        |
|  |                       | Iran                  | 1                     |       | Mali         | 0            |                       |                       |              |              |  |  |        |        |
|  | Iran                  | Iran                  | 1                     | 2     | Mali         | 0            |                       |                       |              |              |  |  |        |        |
|  | Iran                  |                       |                       | 2     |              |              |                       |                       |              |              |  |  |        |        |
|  | Mexico                | 1                     |                       |       |              |              |                       |                       |              |              |  |  |        |        |
|  | Mexico                | 1                     |                       |       |              |              |                       |                       |              |              |  |  |        |        |

### Achtste finales
|                           |          |                  |                                    |                                                                                      |
| 16 oktober 2017 17:00 uur | Colombia | 0 – 4            | Duitsland                          | Jawaharlal Nehru Stadium, Delhi Toeschouwers: 19.477 Scheidsrechter: Nawaf Shukralla |
| 16 oktober 2017 17:00 uur |          | Wedstrijdverslag | 7', 65' Arp 39' Bisseck 49' Yeboah | Jawaharlal Nehru Stadium, Delhi Toeschouwers: 19.477 Scheidsrechter: Nawaf Shukralla |

|                           |          |                  |                                             |                                                                                     |
| 16 oktober 2017 20:00 uur | Paraguay | 0 – 5            | Verenigde Staten                            | Jawaharlal Nehru Stadium, Delhi Toeschouwers: 34.895 Scheidsrechter: Ovidiu Haţegan |
| 16 oktober 2017 20:00 uur |          | Wedstrijdverslag | 19', 53', 77' Weah 63' Carleton 74' Sargent | Jawaharlal Nehru Stadium, Delhi Toeschouwers: 34.895 Scheidsrechter: Ovidiu Haţegan |

|                           |            |                  |                            |                                                                                               |
| 17 oktober 2017 17:00 uur | Frankrijk  | 1 – 2            | Spanje                     | Indira Gandhi Athletic Stadium, Guwahati Toeschouwers: 13.316 Scheidsrechter: Enrique Cáceres |
| 17 oktober 2017 17:00 uur | Pintor 34' | Wedstrijdverslag | 44' Miranda 90' (Pen) Ruiz | Indira Gandhi Athletic Stadium, Guwahati Toeschouwers: 13.316 Scheidsrechter: Enrique Cáceres |

|                           |                       |                  |                |                                                                           |
| 17 oktober 2017 17:00 uur | Iran                  | 2 – 1            | Mexico         | Fatordastadion, Margao Toeschouwers: 5.529 Scheidsrechter: Anthony Taylor |
| 17 oktober 2017 17:00 uur | Sharifi 7' Sayyad 11' | Wedstrijdverslag | 37' De la Rosa | Fatordastadion, Margao Toeschouwers: 5.529 Scheidsrechter: Anthony Taylor |

|                           |                                                   |                  |            |                                                                            |
| 17 oktober 2017 20:00 uur | Mali                                              | 5 – 1            | Irak       | Fatordastadion, Margao Toeschouwers: 9.240 Scheidsrechter: Ricardo Montero |
| 17 oktober 2017 20:00 uur | Drame 25' Ndiaye 33', 90+4' Konate 73' Camara 87' | Wedstrijdverslag | 85' Kareem | Fatordastadion, Margao Toeschouwers: 9.240 Scheidsrechter: Ricardo Montero |

|                           |                                           |             |                                |                                                                              |
| 17 oktober 2017 20:00 uur | Engeland                                  | 0 – 0 (5-3) | Japan                          | Salt Lake Stadium, Calcutta Toeschouwers: 53.302 Scheidsrechter: José Argote |
| 17 oktober 2017 20:00 uur | Wedstrijdverslag                          |             |                                | Salt Lake Stadium, Calcutta Toeschouwers: 53.302 Scheidsrechter: José Argote |
| 17 oktober 2017 20:00 uur | Strafschoppen                             |             |                                | Salt Lake Stadium, Calcutta Toeschouwers: 53.302 Scheidsrechter: José Argote |
| 17 oktober 2017 20:00 uur | Brewster Hudson-Odoi Foden Anderson Kirby | 5 - 3       | Sugawara Miyashiro Kida Kozuki | Salt Lake Stadium, Calcutta Toeschouwers: 53.302 Scheidsrechter: José Argote |

|                       |                             |                  |       |                                                                                 |
| 18 oktober 2017 17:00 | Ghana                       | 2 – 0            | Niger | DY Patil Stadium, Mumbai Toeschouwers: 21.286 Scheidsrechter: Artur Soares Dias |
| 18 oktober 2017 17:00 | Ayiah 45+4' (Pen) Danso 90' | Wedstrijdverslag |       | DY Patil Stadium, Mumbai Toeschouwers: 21.286 Scheidsrechter: Artur Soares Dias |

|                       |                                     |                  |          |                                                                                           |
| 18 oktober 2017 20:00 | Brazilië                            | 3 – 0            | Honduras | Jawaharlal Nehrustadion, India Toeschouwers: 20.668 Scheidsrechter: Bamlak Tessema Weyesa |
| 18 oktober 2017 20:00 | Brenner 11', 56' Marcos Antônio 44' | Wedstrijdverslag |          | Jawaharlal Nehrustadion, India Toeschouwers: 20.668 Scheidsrechter: Bamlak Tessema Weyesa |

### Kwartfinales
|                       |                      |                  |                    |                                                                                                |
| 21 oktober 2017 17:00 | Mali                 | 2 – 1            | Ghana              | Indira Gandhi Athletic Stadium, Guwahati Toeschouwers: 3.706 Scheidsrechter: Mehdi Abid Charef |
| 21 oktober 2017 17:00 | Dramé 15' Traoré 61' | Wedstrijdverslag | 70' (Pen) Mohammed | Indira Gandhi Athletic Stadium, Guwahati Toeschouwers: 3.706 Scheidsrechter: Mehdi Abid Charef |

|                       |                  |                  |                                                |                                                                             |
| 21 oktober 2017 20:00 | Verenigde Staten | 1 – 4            | Engeland                                       | Fatorda Stadium, Margao Toeschouwers: 16.148 Scheidsrechter: Clément Turpin |
| 21 oktober 2017 20:00 | Sargent 72'      | Wedstrijdverslag | 11', 14', 90+6' (Pen) Brewster 64' Gibbs-White | Fatorda Stadium, Margao Toeschouwers: 16.148 Scheidsrechter: Clément Turpin |

|                       |                               |                  |            |                                                                                 |
| 22 oktober 2017 17:00 | Spanje                        | 3 – 1            | Iran       | Jawaharlal Nehrustadion, Kochi Toeschouwers: 28.436 Scheidsrechter: Gery Vargas |
| 22 oktober 2017 17:00 | Ruiz 13' Gomez 60' Torres 67' | Wedstrijdverslag | 69' Karimi | Jawaharlal Nehrustadion, Kochi Toeschouwers: 28.436 Scheidsrechter: Gery Vargas |

|                       |               |                  |                           |                                                                               |
| 22 oktober 2017 20:00 | Duitsland     | 1 – 2            | Brazilië                  | Salt Lake Stadium, Calcutta Toeschouwers: 66.613 Scheidsrechter: Jair Marrufo |
| 22 oktober 2017 20:00 | Arp 21' (Pen) | Wedstrijdverslag | 71' Weverson 77' Paulinho | Salt Lake Stadium, Calcutta Toeschouwers: 66.613 Scheidsrechter: Jair Marrufo |

### Halve finales
|                       |            |                  |                        |                                                                                 |
| 25 oktober 2017 17:00 | Brazilië   | 1 – 3            | Engeland               | Salt Lake Stadium, Calcutta Toeschouwers: 63.881 Scheidsrechter: Ovidiu Hațegan |
| 25 oktober 2017 17:00 | Wesley 21' | Wedstrijdverslag | 10', 39', 77' Brewster | Salt Lake Stadium, Calcutta Toeschouwers: 63.881 Scheidsrechter: Ovidiu Hațegan |

|                       |             |                  |                                |                                                                          |
| 25 oktober 2017 20:00 | Mali        | 1 – 3            | Spanje                         | DY Patil Stadium, Mumbai Toeschouwers: 37.847 Scheidsrechter: Ryuji Sato |
| 25 oktober 2017 20:00 | N'Diaye 74' | Wedstrijdverslag | 19' (Pen), 43' Ruiz 71' Torres | DY Patil Stadium, Mumbai Toeschouwers: 37.847 Scheidsrechter: Ryuji Sato |

### Derde plaats
|                       |                            |                  |      |                                                                                  |
| 28 oktober 2017 17:00 | Brazilië                   | 2 – 0            | Mali | Salt Lake Stadium, Calcutta Toeschouwers: 56.442 Scheidsrechter: Ricardo Montero |
| 28 oktober 2017 17:00 | 55' Souza 88' Yuri Alberto | Wedstrijdverslag |      | Salt Lake Stadium, Calcutta Toeschouwers: 56.442 Scheidsrechter: Ricardo Montero |

### Finale
|                       |                                                       |                  |                |                                                                                  |
| 28 oktober 2017 20:00 | Engeland                                              | 5 – 2            | Spanje         | Salt Lake Stadium, Calcutta Toeschouwers: 66.684 Scheidsrechter: Enrique Cacares |
| 28 oktober 2017 20:00 | Brewster 44' Gibbs-White 58' Foden 69', 88' Guehi 84' | Wedstrijdverslag | 10', 31' Gómez | Salt Lake Stadium, Calcutta Toeschouwers: 66.684 Scheidsrechter: Enrique Cacares |

China 1985 · Canada 1987 · Schotland 1989 · Italië 1991 · Japan 1993 · Ecuador 1995 · Egypte 1997 · Nieuw-Zeeland 1999 · Trinidad en Tobago 2001 · Finland 2003 · Peru 2005 · Zuid-Korea 2007 · 
Nigeria 2009 · Mexico 2011 · Verenigde Arabische Emiraten 2013 · Chili 2015 · India 2017 · Brazilië 2019 · Peru 2021 · Indonesië 2023
Jeugd-WK's mannen: Onder 20

Jeugd-WK's vrouwen: Onder 17 · Onder 20